# モウコガゼル
モウコガゼル（学名：Procapra gutturosa）は、ウシ科チベットガゼル属に分類される偶蹄類。

## 分布
中華人民共和国（内モンゴル自治区）、モンゴル、ロシア（ネルチンスク周辺）

## 形態
体長110-148センチメートル。尾長5-12センチメートル。肩高62-76センチメートル。体重28-40キログラム。前肢の人間でいう手首（手根）にわずかながら房状に体毛が伸長する。
頭骨の長さが22.5センチメートル以上に達する。耳介は中程度で先端が尖る。眼下部（眼下腺）や後肢内側基部（鼠蹊腺）に臭腺がある。
オスにのみ基部から上方に向かい外側に湾曲し先端が内側へ向かう細く短い角がある。角長32-39センチメートル。角の表面の節はあまり発達しない。また繁殖期のオスは喉が膨らむ。
夏季は短い体毛で被われ、毛衣は黄褐色。冬季は長い体毛で被われ、毛衣は灰褐色や淡黄褐色。

## 生態
砂漠や乾燥した草原、ステップに生息する。